# Gogeasca, Prahova
Gogeasca (mai vechi, Gogesca) este un sat în comuna Cărbunești din județul Prahova, Muntenia, România.
La sfârșitul secolului al XIX-lea, făcea parte din comuna Târlești, plaiul Teleajen, județul Prahova, și avea 400 de locuitori. Comuna Târlești s-a desființat în 1968, la reforma administrativă, satul trecând la comuna Cărbunești.